# Csengerújfalu
Csengerújfalu ist eine ungarische Gemeinde im Kreis Csenger im Komitat Szabolcs-Szatmár-Bereg.

## Geografische Lage
Csengerújfalu liegt vier Kilometer südwestlich der Stadt Csenger und zwei Kilometer von der Grenze zu Rumänien entfernt. Die Nachbargemeinde ist Ura. Jenseits der rumänischen Grenze liegen in vier Kilometer Entfernung die Orte Boghiș und Traian.

## Söhne und Töchter der Gemeinde
- Ambrus Balogh (1915–1978), Sportschütze
- Sándor Peres (1863–1907), Pädagoge und Autor

## Sehenswürdigkeiten
- Denkmal der Familie O'sváth (O'sváth család emlékműve), erschaffen von Lajos Győrfi und Lajos Bácsi
- Griechisch-katholische Kirche Istenszülő elszenderedése, erbaut 1863–1865
- Reformierte Kirche, erbaut im ersten Viertel des 19. Jahrhunderts (Spätbarock), der Kirchturm wurde 1873 ergänzt
- Römisch-katholische Kapelle Nagyboldogasszony
- Traditionelles Wohnhaus (Népi lakóház)

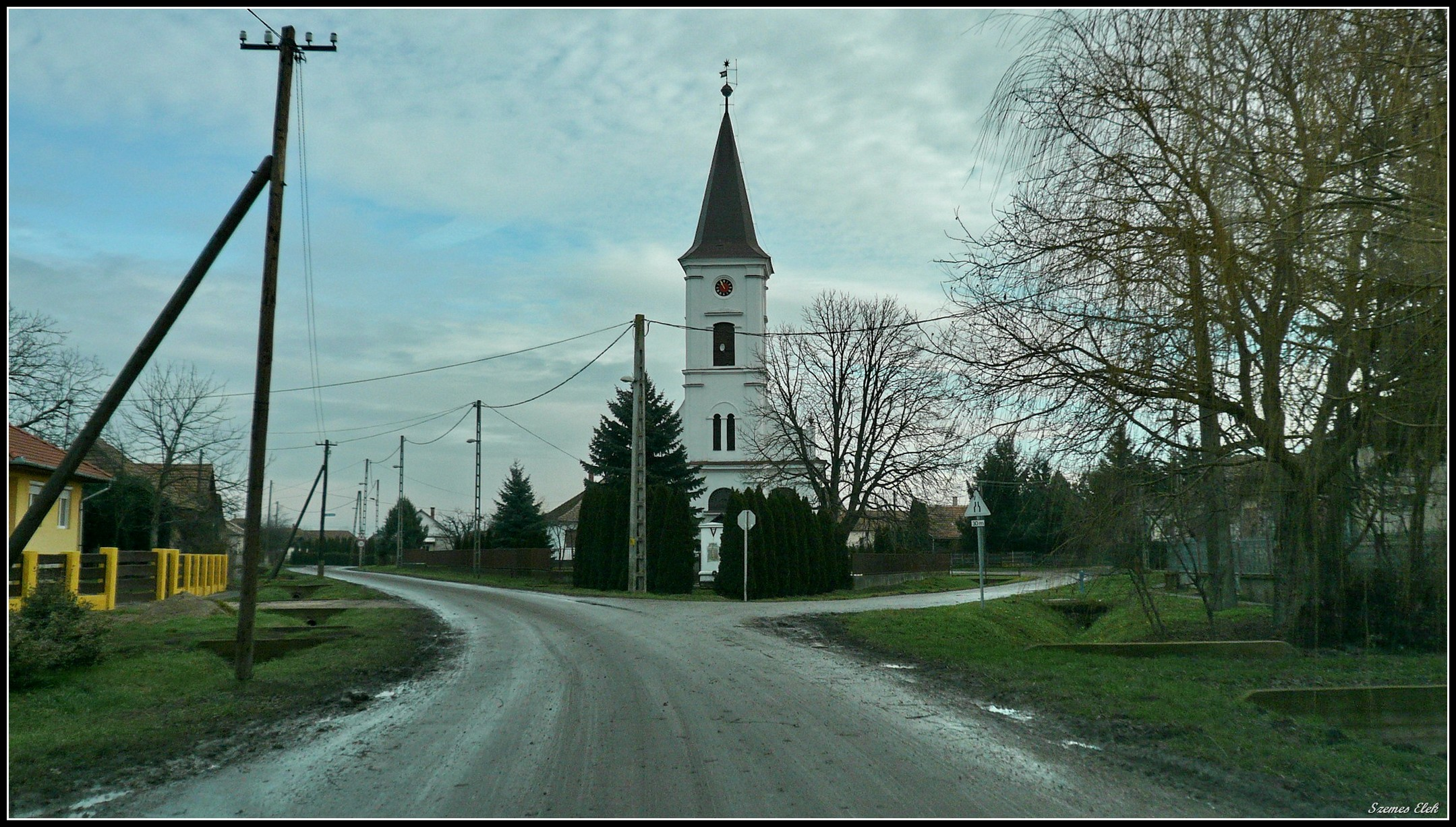
Reformierte Kirche Csengerújfalu
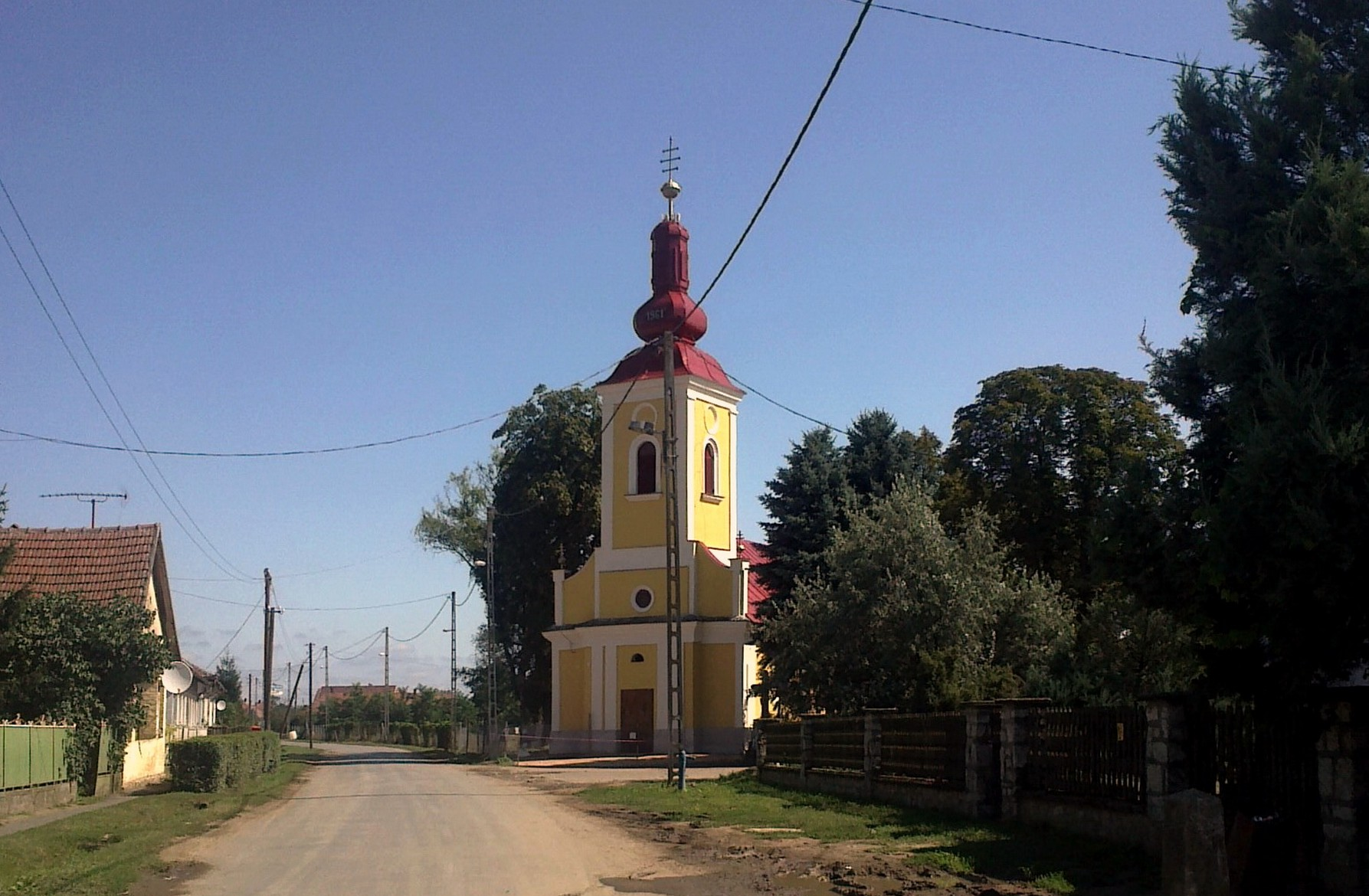
Griech.-kath. Kirche Istenszülő elszenderedése

## Verkehr
Durch Csengerújfalu führt die Landstraße Nr. 4924. Der nächstgelegene Bahnhof befindet sich in Csenger.